# Detektivka

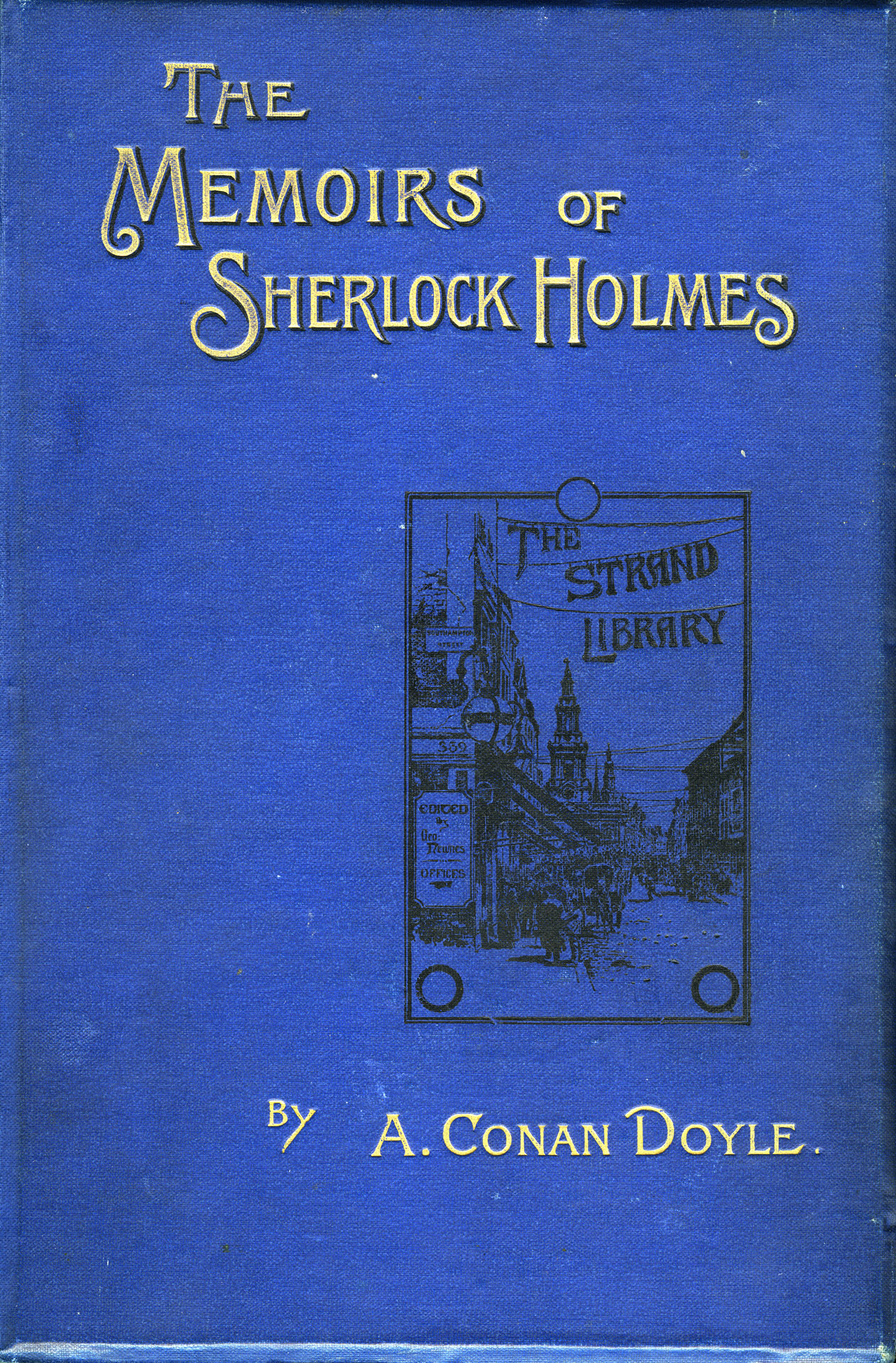
Soubor detektivních povídek Arthura Conana Doyla

Detektivka nebo detektivní fikce, která zahrnuje detektivní román, novelu a povídku a jejich adaptace v dalších médiích, je jeden ze žánrů zábavné literatury. Název pochází z latinského slova detegere = odkrývat, odhalovat. Zápletka detektivních příběhů je založena na zločinu (nejčastěji vraždě), po jehož pachateli, detailech způsobu provedení nebo motivu pátrá detektiv. Příbuzným typem kriminální literatury jsou pitavaly a paměti slavných detektivů, které však popisují zločiny skutečné. Detektivka má rovněž blízko k thrilleru nebo špionážnímu románu, často dochází k jejich kombinaci. Historická detektivka, jejíž děj se odehrává ve vzdálenější minulosti, bývá považována též za subžánr historického románu.

## Charakteristika
Od počátku byla detektivka pojímána jako složitá hádanka, intelektuální hra a výzva čtenářovým logickým a deduktivním schopnostem. Rozuzlení musí být pravděpodobné, racionálně zdůvodněné a vycházející z indicií, ale zároveň překvapivé. Základní fáze jsou: 1. stanovení problému, 2. shromáždění stop, 3. rozřešení problému, 4. důkaz správnosti rozřešení. Autor musí postupovat logicky, aby čtenář mohl sledovat postup dedukce ze stop – za tím účelem vznikala i striktní žánrová pravidla (např. dvacatero S. S. Van Dina, desatero Ronalda Knoxe, pravidlo tří stop v stolních či počítačových hrách na hrdiny). Vykonstruovanost zápletek však od počátku 20. století postupně ustupovala a pravidla se rozvolňovala. Důrazem na psychologii postav se některé pozdější detektivky přibližují psychologickému románu (Georges Simenon), jiné se zase barvitým zachycením prostředí přibližují románu sociálnímu (např. u představitelů tzv. drsné školy).
Klíčovou postavou detektivky je detektiv, řešitel záhady. Zpočátku navazuje na romantickou tradici mstitelů bezpráví, často je obdařen mimořádnými pozorovacími a kombinačními schopnostmi („Velký detektiv“), později též znalostmi lidské psychiky. Někdy bývá výstředníkem až podivínem, jindy má působit jako okolím podceňovaný outsider. Je obvyklé, že v řadě děl jednoho autora vystupuje postava téhož detektiva. Od 20. století je obvyklejší typ obyčejného detektiva, ať již detektiva profesionálního (policista, soukromý detektiv), nebo soukromé osoby, jíž zločin zasáhl do života. Moderní detektivky často popisují rutinní vyšetřování celých policejních týmů.
V námětu a stylu detektivek se střetávají tři tendence: romantická (detektivní příběh jako „dobrodružství rozumu“, typická je pestrost námětů i prostředí; příkladem je Arthur Conan Doyle), logická („křížovka“ či „šaráda“, logický problém vystavěný podle daných pravidel; Agatha Christie), realistická (realističnost prostředí, postav a jejich motivů; drsná škola, Ed McBain).

## Historie

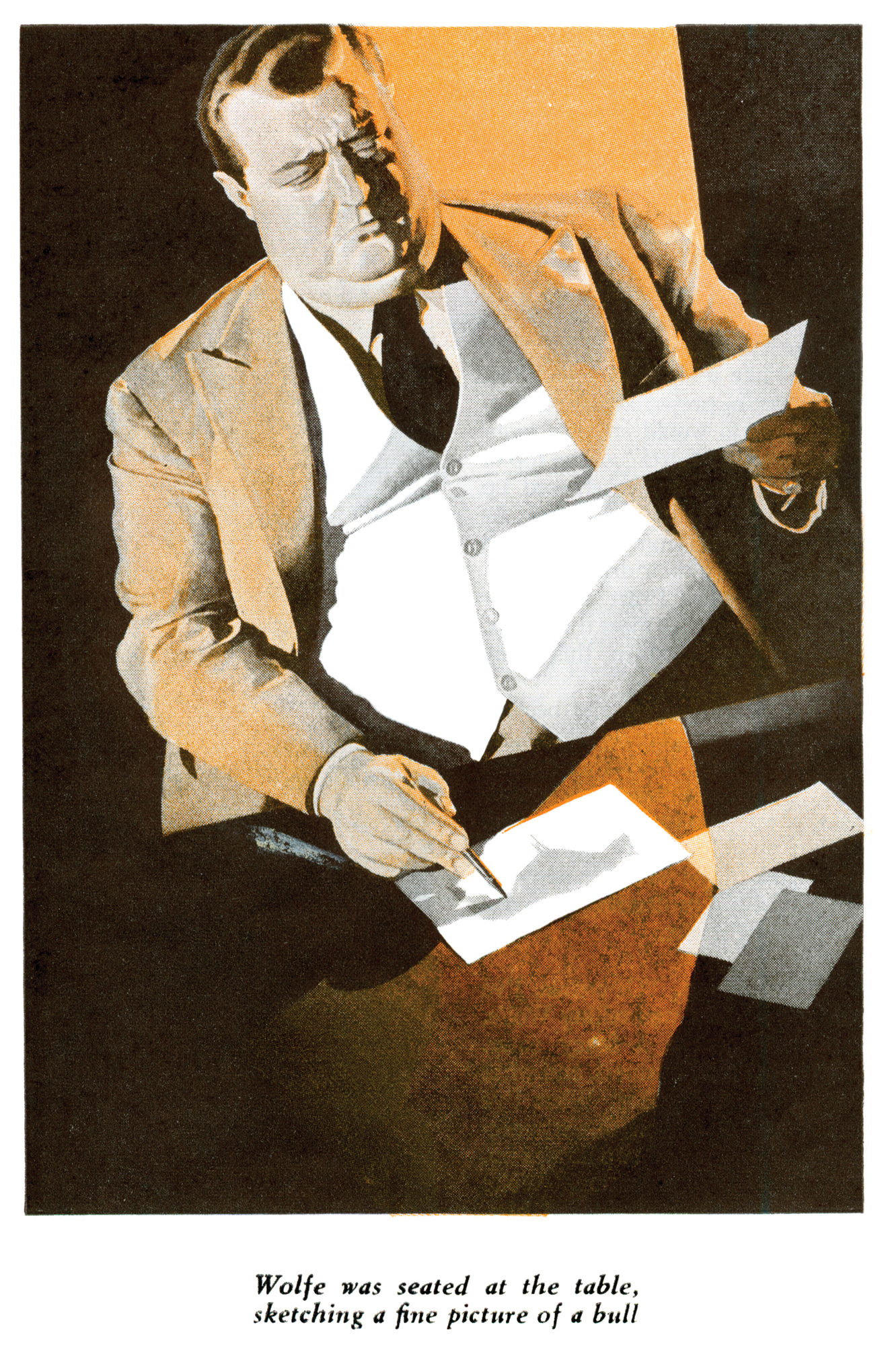
Nero Wolfe, ilustrace z American Magazine

Deduktivní příběhy s kriminálními náměty nacházíme už v biblických apokryfech, Ezopových bajkách či orientálních pohádkách. Své předchůdce má detektivka v tzv. pikareskním (šibalském) a loupežnickém románu 18. století, nebo také (podobně jako thriller) v tzv. gotickém románu – jde také o typ prózy s tajemstvím. Jako samostatný žánr se detektivní román konstituoval ve 2. polovině 19. století. Rozšíření tohoto typu literatury pak souvisí s vytvářením moderní velkoměstské civilizace s jejím podsvětím a policejním aparátem.
Za první detektivní prózu v historii bývá považována povídka Edgara Allana Poea Vraždy v ulici Morgue z roku 1841. V Poeově stylu logické hádanky pokračuje pak A.C. Doyle a další (Gilbert Keith Chesterton, Richard Austin Freeman, S. S. Van Dine), později Dorothy Sayersová, Agatha Christie, Ngaio Marshová, P.  D. Jamesová aj. Na rozhraní detektivky a thrilleru jsou díla Edgara Wallace. Ve 20. letech 20. století se v USA zrodil nový typ detektivky, tzv. drsná škola, jejímž protagonistou je osamělý bojovník za spravedlnost typu westernového hrdiny (díla Dashiella Hammetta, Raymonda Chandlera, Rexe Stouta, Petera Cheyneyho, Mickeyho Spillana, částečně též Erle Stanleyho Gardnera). Později se stává hlavní postavou detektivky i policejní profesionál (např. díla Georgese Simenona nebo Eda McBaina) nebo celý policejní tým (Maj Sjöwallová–Per Wahlöö). Od devadesátých let 20. století se prosazuje severská detektivka, kterou lze považovat za novou variantu drsné školy.
Detektivky bývají častým námětem pro další audiovizuální zpracování v rozhlase, filmu a televizi. Zde jsou oblíbené detektivky zaměřené na moderní vyšetřovací metody, například na psychologické profilování. V počítačových hrách se objevují různé přístupy (např. Ace Attorney, L.A. Noire, série Sherlock Holmes od studia Frogwares).

## Nejvýznamnější světoví autoři
- Boris Akunin
- John Dickson Carr
- Arthur Conan Doyle
- Friedrich Dürrenmatt
- Dick Francis
- Émile Gaboriau
- Erle Stanley Gardner
- Sue Graftonová
- Dashiell Hammett
- Raymond Chandler
- James Hadley Chase
- G.K. Chesterton
- Lee Child
- Agatha Christie
- P.D. Jamesová
- Camilla Läckbergová
- Stieg Larsson
- Maurice Leblanc
- Gaston Leroux
- Henning Mankell
- Ed McBain
- James M. Cain
- Ross Macdonald
- Jo Nesbø
- Edgar Allan Poe
- Edogawa Rampo
- Dorothy Sayersová
- Georges Simenon
- Mickey Spillane
- Rex Stout
- S. S. Van Dine
- Edgar Wallace

## Známí literární detektivové (výběr)

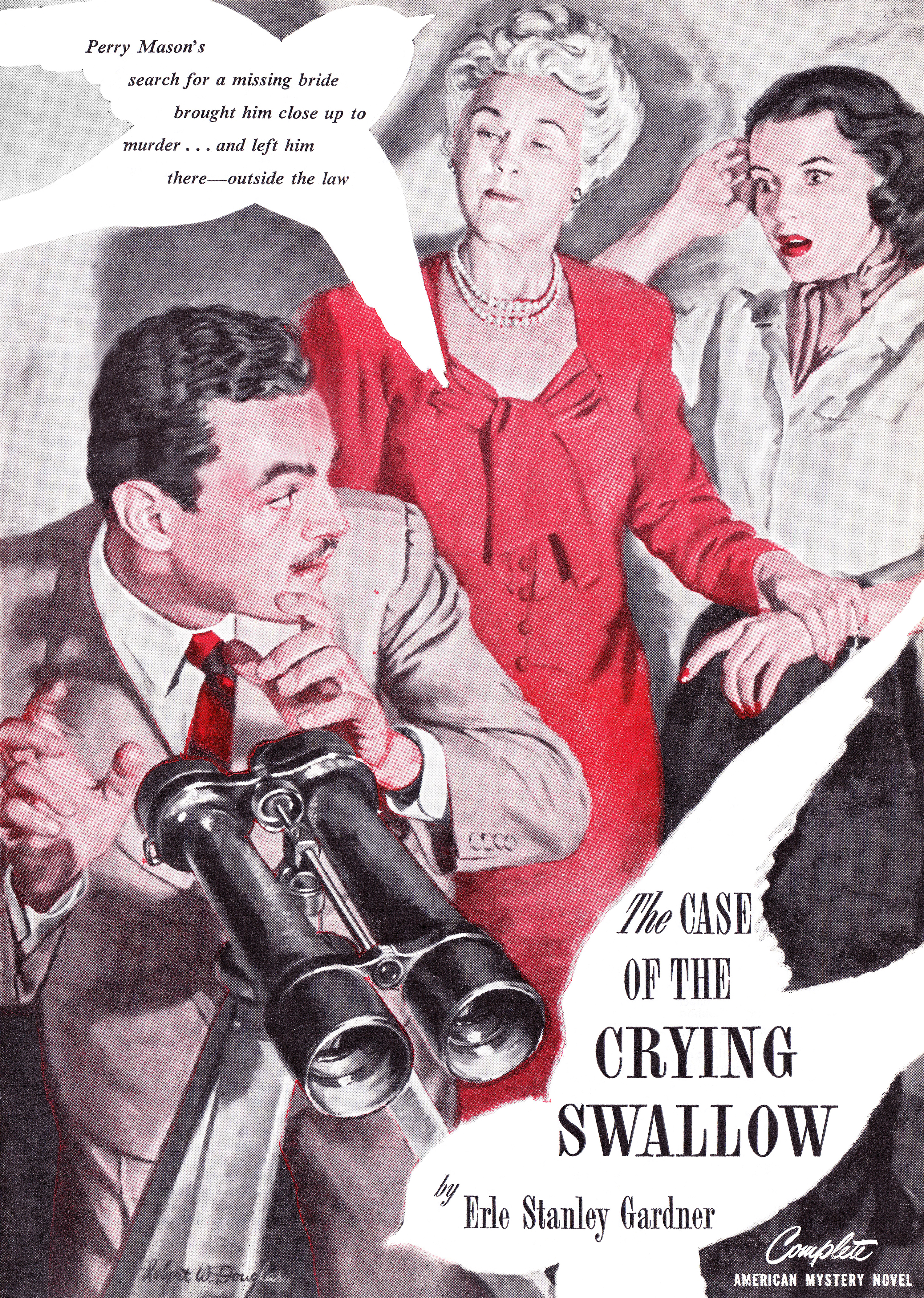
Perry Mason

- Sherlock Holmes
- Hercule Poirot
- Jane Marplová
- Philip Marlowe
- C. Auguste Dupin
- Jules Maigret
- Otec Brown
- Perry Mason
- Nero Wolfe
- Kurt Wallander

## Česká detektivka
V české literatuře jsou za zakladatele detektivního žánru považováni Emil Vachek a Eduard Fiker, kteří začínají publikovat v období první republiky. Další významnější autoři se objevují až od 60. let 20. století: Josef Škvorecký (některé detektivky napsal společně s Janem Zábranou), Václav Erben, Jiří Marek, Hana Prošková, Pavel Hejcman, později např. Jan Cimický či Jaroslav Velinský, Jan Lipšanský.
Mezi nové tvůrce českého detektivního románu patří Michaela Klevisová (Kroky vraha, Zlodějka příběhů, Dům na samotě), Michal Sýkora (Případ pro exorcistu, Modré stíny), Nela Rywiková (Dům číslo 6), Jiří Březina (Na kopci), nebo Martin Goffa (Muž s unavenýma očima, Vánoční zpověď, Bez těla).